# Scooba
Scooba — робот, предназначенный для автоматической влажной уборки пола, разработанный компанией iRobot. Первая ограниченная партия изделий поступила в продажу в декабре 2005 г. к рождественским праздникам по цене 399.99 долларов США. Выпуск роботов начался в начале 2006 года. Во второй половине 2006 года iRobot представила альтернативную версию робота названную Scooba 5800, доступную по цене 299 долларов.
Scooba — второй успешный коммерческий продукт компании iRobot, занимающейся популяризацией роботов-уборщиков, таких как робот Roomba. В настоящий момент снят с производства.

## Принцип действия
Первые модели Scooba использовали для очистки пола специальную чистящую жидкость производимую компанией Clorox. Данная жидкость называется «сок Scooba» (англ. Scooba juice) и предназначена для предотвращения появления ржавчины и проскальзывания робота. Робот подготавливает пол к очистке, удаляя крупный мусор с помощью вакуумного насоса. Далее робот разбрызгивает моющую жидкость и моет пол, после чего всасывает грязную моющую жидкость. Scooba оставляет после себя практически сухой пол. По заявлению компании iRobot Scooba может безопасно использоваться на деревянных полах, линолеуме, паркете, плитке, покрытиях из винила, мрамора и других твёрдых поверхностях в доме. Робот не может использоваться на коврах. Scooba самостоятельно избегает ковров и ступенек. С полностью заправленным баком для моющей жидкости робот может очистить до 19 квадратных метров поверхности.
Робот Scooba позволяет использовать так называемые «виртуальные стены» (англ. Virtual Walls) — специальные устройства, предназначенные для ограничения перемещения робота. «Виртуальная стена» — небольшое устройство испускающее направленное излучение. Когда робот попадает с зону действия устройства, он получает сигнал не перемещаться дальше. «Виртуальная стена», поставляемая в комплекте с некоторыми моделями Scooba, работает в двух режимах. В первом она испускает неширокий луч. Этот режим предназначен для огораживания дверных проёмов. Во втором режиме «виртуальная стена» испускает излучение с относительно широким углом расходимости, создавая некоторый сектор в который робот не может зайти. «Виртуальные стены» применяются для того, чтобы оградить отдельные участки помещения от обработки роботом.

## Модельный ряд

### Первое поколение
К первому поколению роботов Scooba относятся Scooba 5900 и Scooba 5800. Первый робот из этой серии — Scooba 5900 — мог работать только со специальной чистящей жидкостью. Вскоре он был заменён моделью Scooba 5800 которая стала базовой.
Заряда батарей Scooba 5800 хватает, чтобы очистить до 23 квадратных метров поверхности. Стоимость модели 299 долларов США.

### Второе поколение
Роботы Scooba серии 300 отличаются площадью покрытия и комплектацией. Ёмкость бака для жидкости позволяет покрыть за один цикл не более 42 м² поверхности. Максимальная площадь покрытия зависит от ёмкости батарей и алгоритмов работы робота.
Для приобретения доступны дополнительные аксессуары: зарядная база (для установки в него аккумуляторной батареи), резиновый коврик для хранения робота в горизонтальном положении или пластиковый крэдл для хранения робота в вертикальном положении.
Вплоть до 380 модели робот комплектовался зарядным устройством, «виртуальной стеной», мерным стаканом и пробным флаконом чистящей жидкости Clorox ёмкостью 237 мл. Начиная с 390 модели мерный стакан и пробный флакон были заменены 4 упаковками жидкости по 7 мл.
- Scooba 330. Заряда батарей хватает, чтобы очистить до 23 м² поверхности (Ni-MH 3500 мА·ч). Стоимость модели 299 долларов США.

- Scooba 350. Заряда батарей хватает, чтобы очистить до 46 м² поверхности (Ni-MH 4100 мА·ч). Стоимость модели 399 долларов США.

- Scooba 380. Заряда батарей хватает, чтобы очистить до 79 м² поверхности (Ni-MH 4100 мА·ч). Стоимость модели 499 долларов США. В комплекте с Scooba 380 дополнительно поставляется база подзарядки, специальный резиновый коврик для хранения робота и дополнительная (вторая) «виртуальная стена».

- Scooba 385 (аналог 380 для европейского рынка). Заряда батарей хватает, чтобы очистить до 79 м² поверхности (Ni-MH 4100 мА·ч). В комплект не входят дополнительные аксессуары.

- Scooba 335 (аналог 350 специально для торговой сети HSN). В комплекте с Scooba 335 дополнительно поставляется база подзарядки, специальный резиновый коврик для хранения робота, две батареи для «виртуальной стены».

- Scooba 340 (аналог 380 специально для торговой сети HSN).

- Scooba 390. Заряда батарей хватает, чтобы очистить до 85 м² поверхности (Ni-MH 4100 мА·ч).

В 2011 году начат выпуск роботов серии 200, предназначенных для уборки небольших помещений (ванная, небольшая кухня, туалет).
Робот Scooba 230 отличается меньшим размером по сравнению с роботами серии 300. Заряда батарей хватает, чтобы очистить до 14 м² поверхности.